# 門脇更紗
門脇 更紗（かどわき さらさ、1999年7月16日 - ）は、日本のシンガーソングライター。兵庫県川西市出身。スターダストプロモーションに所属していた。

## 人物
- ギターを始めたのは10歳からで、母親の勧めがきっかけだった。初めての作曲は中学2年生頃[2]、高校1年生の夏からはライブ活動も開始している。
- 動画・ライブ配信アプリ『MixChannel』で定期的に配信を行っている。
- 以前は「Sarasa」名義で活動を行っていたが、2017年5月24日の配信[3]で「門脇更紗」に変更すると報告した。
- 2017年8月6日（日）に開催された『いのうえ夏祭り2017出演権コンテスト』においてグランプリを受賞、特典の野外ライブを行った[4]。
- 2017年現在、地元である関西でライブハウスを中心に音楽活動を展開中。
- 好きなアーティストは、ザ・チェインスモーカーズ、エド・シーラン等。特に男性の洋楽アーティストをよく聴いている。
- スターダストプロモーションのミュージック企画【アコギガール】へも参加[5]。スターダストプロモーション所属のシンガーソングライターにより行われているライブイベント「アコギグ」にも出演している。
- 本人のTwitterを見ている応援してくれているファンのことを配信中に視聴者と相談の上「さらトコふぁ〜む」と呼ぶことに決めた。（2017年10月9日）
- 2017年11月19日グランフロント大阪とFM802の共同プロジェクトMUSIC BUSKER IN UMEKITAの公認アーティスト「第11期 MUSIC BUSKER」に選ばれたと発表された。
- 2018年1月4日 関西のライブハウスプロデュースによる、十代才能発掘プロジェクト！「十代白書2018」[6]において、兵庫エリアのグランプリに輝く。（神戸VARIT.）
- 2018年9月16日 神戸VARIT.にて、初ワンマンライブ『雨の跡〜Après la pluie,le beau temps〜』を行った。
- 2018年12月17日 東京での初ワンマンライブ『雨の跡(東京篇)』を渋谷7th FLOORにて行った。
- 2020年4月1日 学校法人立志舎 「夢は終わらない2020」篇で、CMソング「夢は終わらない」を担当。
- 2020年4月5日 Kiss FM KOBE 【MUSIC APPLE】門脇更紗 EDITION にて、FMレギュラーデビュー。
- 2021年3月3日 ビクターエンターテインメントから「トリハダ」でメジャーデビュー。
- 2021年3月16日「ゆるキャン△スペシャル」、2021年4月期『ゆるキャン△2』エンディングテーマ「わすれものをしないように」担当。
- 2021年4月14日 初のアニメタイアップとなる新曲「きれいだ」でアニメ『セスタス -The Roman Fighter-』のエンディングテーマを担当。
- 2024年7月16日 ライブをもって活動休止することを発表した[7]。
- 2024年9月30日 スターダストプロモーション退所。

## ディスコグラフィ

### 配信限定シングル
| 発売日         | タイトル                                    | レーベル                   | 備考                         |
| -------------- | ------------------------------------------- | -------------------------- | ---------------------------- |
| 2020年3月25日  | 東京は                                      | スターダストプロモーション |                              |
| 2020年6月3日   | えのぐ / Love story                         | スターダストプロモーション |                              |
| 2020年11月4日  | さよならトワイライト                        | スターダストプロモーション |                              |
| 2020年11月25日 | いいやん                                    | スターダストプロモーション |                              |
| 2020年12月16日 | ばいばい                                    | スターダストプロモーション |                              |
| 2021年3月3日   | トリハダ                                    | ビクターエンタテインメント |                              |
| 2021年4月7日   | わすれものをしないように                    | ビクターエンタテインメント |                              |
| 2021年5月5日   | きれいだ                                    | ビクターエンタテインメント |                              |
| 2021年5月19日  | わすれものをしないように -STUDIO LIVE 2021- | ビクターエンタテインメント |                              |
| 2021年5月26日  | 東京は -STUDIO LIVE 2021-                   | ビクターエンタテインメント |                              |
| 2021年6月2日   | さよならトワイライト -STUDIO LIVE 2021-     | ビクターエンタテインメント |                              |
| 2021年12月15日 | わたしが好き                                | ビクターエンタテインメント |                              |
| 2022年6月1日   | 私にして                                    | ビクターエンタテインメント |                              |
| 2023年4月5日   | 君がいるから                                | ビクターエンタテインメント |                              |
| 2024年2月7日   | うすっぺらい                                | ビクターエンタテインメント |                              |
| 2024年3月6日   | 愛燃やして僕らはゆく -The Happiest Melody-  | ビクターエンタテインメント | 「門脇更紗×Sean Oshima」名義 |
| 2024年4月10日  | 仲直りのあとは                              | ビクターエンタテインメント | [ 8 ]                        |

### アルバム
| 枚             | 発売日        | タイトル                     | 収録曲 | 備考 |
| -------------- | ------------- | ---------------------------- | --- | --- |
| 1st Mini Album | 2017年8月9日  | You and I                    | 1. and I 2. 僕の夏 3. こんなに 4. and I ~acoustic ver. 5. 僕の夏 ~acoustic ver. 6. こんなに ~acoustic ver.                                                       | |
| 2nd Mini Album | 2018年4月15日 | 18                           | 1. 今から 2. 白 3. タイムリミット | 同年3月25日 自作盤が先行リリース(150枚限定) |
| 1st Album      | 2018年9月26日 | 雨の跡                       | 1. and I 2. 甘い 3. 白 4. ばたふらい 5. 半分こ 6. タイムリミット 7. Diamond 8. さよならのキス                                                                    | 同年9月16日、23日に先行販売 |
| メジャー1st    | 2022年7月27日 | ファウンテンブルーに染まって | 1. スコール 2. わすれものをしないように 3. 私にして 4. 真夏のサイダー 5. scroll 6. ねぇバディ 7. きれいだ 8. わたしが好き 9. トリハダ 10. 東京は –Acoustic ver.- | フィジカルは、初回限定盤（VIZL-2081、CD+DVD）と通常盤（VICL-65716、CDのみ）の2形態で発売。初回限定盤付属DVDには、弾き語りやバックバンドと行ったスタジオライブの映像を収録。 |

## ミュージックビデオ
| 公開日     | 監督           | 曲名                 | 備考          |
| ---------- | -------------- | -------------------- | ------------- |
| 2020/04/01 | 鈴木健太       | 東京は               |               |
| 2020/06/07 | 門脇更紗       | えのぐ               |               |
| 2020/11/07 | Minami Hayashi | さよならトワイライト |               |
| 2020/11/28 | Minami Hayashi | いいやん             |               |
| 2020/12/25 | Minami Hayashi | ばいばい             | 出演:内田日向 |

## ライブ
関西を中心に、東京など各地でライブをしている。
- 2017年9月26日 神戸VARIT.「歌で紡ぐ、トアに続く」（新山詩織/坂口有望/滝川ありさ）オープニングアクトを務める
- 2017年9月30日 四谷天窓.comfort「アコギグ#6」（とみぃはなこ/Emily/村上想楽/mihoro*）[10]
- 2017年10月6日 live house LOOP 代官山「Make Happy Special !!」（瀬川あやか/BAND PASSPO☆/凸凹凸凹 ‐ルリロリ‐/caho/初音/GIVE ME OW）OPアクトを務める
- 2017年10月11日 心斎橋 酔夏男「音を楽しむ」（岸本丈夫/大野ヒロカズ/♪mary）
- 2017年10月20日・21日 渋谷 7th FLOOR「アンチモン カンガルーの恋発売LIVE」ゲスト出演（アンチモンはミニアルバム「You and I」のサウンドプロデューサー）
- 2017年11月11日 地元兵庫県川西市の「街はカーニバル!!プロジェクト」主催「かわにし音灯り」に出演[11]
- 2017年12月23日 グランフロント大阪にて「MUSIC BUSKER」ストリートライブをおこなった。（2018年2月3日、24日、3月10日も ※2月10日は雨で中止）
- 2018年3月27日 BIG CAT「十代白書・決勝大会」出演 (同年1月4日 KOBE LIVEACT BAR VARIT. 第一位での予選通過)
- 2018年4月8日 ベースオントップ梅田店1stスタジオにて大阪梅田周辺のライブサーキット形式の街中ロックフェス『ひつじウォーズ2018』に出演
- 2018年4月15日 トアロード・アコースティック・フェスティバル2018
- 2018年4月29日 COMING KOBE 18
- 2018年9月16日 神戸VARIT. 1stワンマンライブ『雨の跡〜Après la pluie,le beau temps〜』
- 2018年10月8日 MINAMI WHEEL 2018
- 2018年12月17日 渋谷7th FLOORにて、ワンマンライブ『雨の跡〜Après la pluie,le beau temps〜』（東京初ワンマン）
- 2019年4月14日 トアロード・アコースティック・フェスティバル 2019
- 2019年5月6日 HUG ROCK FESTIVAL 2019 GW
- 2019年7月16日 門脇更紗 バースデー企画「ハタチはナナイロ」
- 2019年9月28日 門脇更紗アンプラグドライブ 『私の声』
- 2019年12月15日 門脇更紗アンプラグドワンマン <私の声～東京篇～>
- 2020年7月16日 門脇更紗 無観客生配信ライブ 『ハイタッチできる日まで』
- 2021年3月30日 門脇更紗 STUDIO LIVE 20210330
- 2024年3月3日『KADOWAKI SARASA 3rd Anniversary Live "いつかの為に今日があって"』（東京・Shibuya WWW）[12]

## タイアップ
| 年     | 曲名                     | タイアップ                                                                 |
| ------ | ------------------------ | -------------------------------------------------------------------------- |
| 2020年 | 夢は終わらない           | 学校法人立志舎『夢は終わらない2020』篇 CMソング                            |
| 2021年 | わすれものをしないように | テレビ東京系ドラマ『ゆるキャン△ スペシャル』エンディングテーマ             |
| 2021年 | わすれものをしないように | テレビ東京系ドラマ『ゆるキャン△ 2』エンディングテーマ                      |
| 2021年 | きれいだ                 | フジテレビ系 +Ultra 『セスタス -The Roman Fighter-』エンディングテーマ     |
| 2023年 | 君がいるから             | テレビ東京系『BIRDIE WING -Golf Girls' Story- season 2』エンディングテーマ |
| 2024年 | 仲直りのあとは           | YouTube『のりぽんチャンネル』期間限定エンディングテーマ                    |